# Axel Franz
Axel Franz (18 de enero de 1972) es un deportista alemán que compitió en halterofilia. Ganó una medalla de bronce en el Campeonato Europeo de Halterofilia de 1996, en la categoría de +108 kg.

## Palmarés internacional
| Campeonato Europeo | Campeonato Europeo  | Campeonato Europeo | Campeonato Europeo |
| Año                | Lugar               | Medalla            | Categoría          |
| ------------------ | ------------------- | ------------------ | ------------------ |
| 1996               | Stavanger (Polonia) | Medalla de bronce  | +108 kg            |